# I Like It When You Die
I Like It When You Die è il quarto album in studio del gruppo grindcore statunitense Anal Cunt, pubblicato nel 1997.

## Tracce
1. Jack Kevorkian Is Cool – 0:41
2. ValuJet – 1:28
3. You've Got No Friends – 1:13
4. You Keep a Diary – 1:13
5. You Own a Store – 0:38
6. You Got Date Raped – 0:49
7. Recycling Is Gay – 0:37
8. You're a Cop – 1:51
9. You Can't Shut Up – 0:19
10. You've Got Cancer – 0:31
11. We Just Disagree – 0:33
12. Hungry Hungry Hippos – 0:18
13. You Are an Interior Decorator – 0:52
14. Pottery's Gay – 0:40
15. Rich Goyette Is Gay – 0:53
16. Branscombe Richmond – 1:35
17. You Live in Allston – 0:54
18. You Are a Food Critic – 0:54
19. Just the Two of Us (duetto con Hillary Logee; cover di Grover Washington Jr.) – 0:27
20. Your Band's in the Cut-Out Bin – 1:11
21. You're Gay – 0:38
22. You Look Adopted – 1:17
23. Your Cousin Is George Lynch – 0:11
24. You Have Goals – 0:23
25. You Drive an IROC – 0:56
26. You Play on a Softball Team – 0:58
27. Because You're Old – 0:45
28. You Sell Cologne – 0:30
29. Being a Cobbler Is Dumb – 0:28
30. You Live in a Houseboat – 0:45
31. Richard Butler – 1:32
32. 311 Sucks – 0:40
33. Your Kid Is Deformed – 0:41
34. You Are an Orphan – 1:06
35. You're Old (Fuck You) – 0:13
36. You Go to Art School – 0:55
37. Your Best Friend Is You – 0:54
38. You're in a Coma – 1:19
39. Windchimes Are Gay – 0:11
40. No, We Don't Want to Do a Split Seven Inch with Your Stupid Fucking Band – 0:29
41. René Auberjonois – 0:41
42. The Internet Is Gay – 0:25
43. Ha Ha, Your Wife Left You – 1:12
44. Hootie and the Blowfish – 0:39
45. You Went to See Dishwalla and Everclear (You're Gay) – 0:23
46. Locking Drop Dead in McDonald's – 0:21
47. Technology's Gay – 0:26
48. Your Favorite Band Is Supertramp – 0:37
49. I'm in A.C. – 0:21
50. You (Fill In the Blank) – 0:27
51. Kyle from Incantation Has a Mustache – 4:10
52. Bonus Track #3 – 0:09

## Formazione
- Seth Putnam – voce
- Josh Martin – chitarra
- Nate Linehan – batteria, cori (31, 32)
- River – cori (1, 3, 6, 7, 13, 14, 16, 24, 35, 36, 41, 43)
- Hillary Logee – voce (27, 52)
- Anal Cunt Glee Club – cori (8, 21, 26, 33)
- Kyle Severn – batteria, voce (51)